# Little Creatures Brewery
Little Creatures is een Australische brouwerij in Fremantle, West-Australië, die in 2000 opgericht werd door brouwers van de Matilda Bay Brewing Company. De naam "Little Creatures" is afkomstig van het album Little Creatures van de band Talking Heads en refereert aan de levende gistcellen die de suikers in wort veranderen in ethanol.
Little Creatures Pty Ltd is eigendom van Little World Beverages, een dochteronderneming van Lion Nathan (dat een dochteronderneming is van Kirin).

## Geschiedenis
Little Creatures Brewery is opgericht door Howard Cearns (marketing specialist), Nic Trimboli (restaurateur) en Phil Sexton (brouwmeester), die voorheen allen werkten voor de Matilda Bay Brewing Company. In 1997 bespraken Cearns, Trimboli en Sexton de mogelijkheid om een Amerikaanse India Pale Ale te brouwen. Sexton had eerder in de Verenigde Staten gewerkt en was betrokken bij de ontwikkeling van BridgePort IPA. Cearns bedacht de naam nadat hij had gelezen over kleine diertjes die van kroeg naar kroeg trokken in J. R. R. Tolkien's The Hobbit. Dit deed hem denken aan het gistingsproces. De brouwerij gaf haar eerste bier, Little Creatures Pale Ale, uit in 2000. Het bedrijf sponsort de Fremantle Print Award. In 2008 zette het bedrijf een tweede brouwerij op in Healesville, Victoria. In 2012 werd het bedrijf opgekocht door Lion In 2013 werd nog een brouwerij geopend in Geelong, Victoria, voor een bedrag van $60 miljoen. De brouwcapaciteit wordt geschat op "10 miljoen liter per jaar, of 80 vaten per uur."

## Brouwerij
Het gebouw waar de brouwerij in gevestigd is werd origineel gebruikt voor de opslag van jachten van de Taskforce '87 (Kookaburra) die meededen aan de 1987 America's Cup en vervolgens als een krokodillenboerderij voordat het zijn huidige functie kreeg. De brouwerij is toegankelijk voor publiek en bevat een café/restaurant.

## Merken
- Het originele Little Creatures Pale Ale is een American Pale Ale (5.2% alc/vol)
- Rogers, een amber ale (3.8% alc/vol)
- Little Creatures Pilsner', een Pilsener (4.6% alc/vol)
- Little Creatures Bright Ale, een golden ale (4.5% alc/vol)
- Pipsqueak, een cider
- Furphy Refreshing ale, een ale gemaakt met 100% Victoriaanse ingrediënten. (4.4% alc/vol)

## Prijzen
De brouwerij heeft meerdere keren gewonnen bij de Australian International Beer Awards. In 2002 werd Little Creatures Brewery uitgeroepen tot de kampioen van de Australische brouwerijen en werd de Little Creatures Pale Ale uitgeroepen tot kampioen van de bieren. Het bier won ook in 2003 Choice magazine's Beste Australische Ale en in 2004 de BBC Good Food prize voor beste Ale.

### People's Choice
Little Creatures' bieren zijn ook populair in de jaarlijkse GABS Hottest 100 Aussie Craft Beers of the Year.
- 2008 eerste plaats (Pale Ale)
- 2009 eerste plaats (Pale Ale)
- 2010 tweede plaats (Pale Ale)
- 2012 derde plaats (Pale Ale)
- 2013 derde plaats (Pale Ale)